# 코스타나이주

코스타나이 주

코스타나이주(카자흐어: Қостанай облысы, 러시아어: Кустанайская область)는 카자흐스탄의 주이다. 주도는 코스타나이이다.

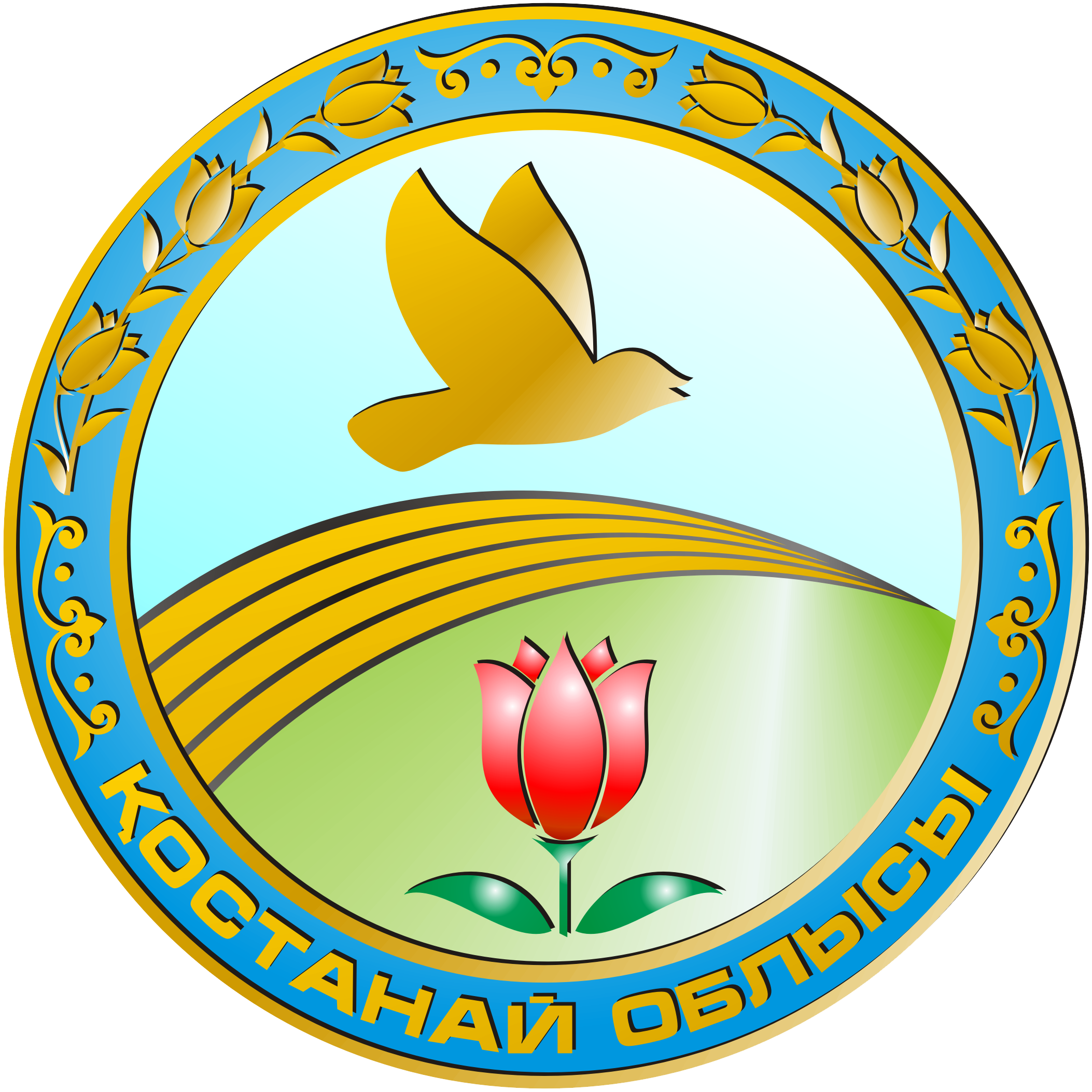
주 문장

## 지리
코스타나이 주는 러시아(쿠르간주, 오렌부르크주, 첼랴빈스크주)에 접해 있고 우랄산맥과 매우 가깝다. 그리고 악퇴베주, 카라간다주, 북카자흐스탄주에 접해 있다. 토볼강(이르티시강의 지류)이, 이 주에서 시작해서 러시아로 흘러들어간다. 면적은 19만6,000 sq km이고 카자흐스탄에서 6번째로 큰 주이다.

## 주민
인구는 97만2,800명이다. 카자흐족 33,4%, 러시아인 41,9%, 독일인 4%, 기타 20,7%으로 구성되어 있다.

## 같이 보기
- 러시아 민족통일주의